# 日本文化芸術機構
日本文化芸術機構 (JAPAN INSTITUTE) は、かつて日本に存在した、JICAT国際複合文化芸術・文化産業シンクタンク を内包する日本の文化芸術に関する研究機関。

## 代表理事
井上秀樹

## 主な公益事業
東京大学公共政策大学院『宇宙開発と公共政策』公開講座
東洋英和女学院大学の村上陽一郎学長とJAPAN INSTITUTE日本文化芸術機構の井上秀樹代表理事による講座。内容は「先端文化産業と宇宙文化」 。 
アーティスト支援企画「U35 Japan Project」
航空会社LCC・Peach（MM、Peach Aviation、大阪府泉佐野市）が「これからのエアラインはアートクリエイションと共に歩む」というコンセプトのもと、参画。企画内で次世代アーティストを支援するイベント「Peach Loves Art！ Project」を開催。
U35 CREATORS JAPAN EXIHITBION
みなとみらいギャラリーA・B・Cにて開催。
世界のU35 と競う第1回日本次世代優秀選抜大型作品展覧会
サブウェイギャラリーM横浜みなとみらいステーション B3Fにて開催

主催：JAPAN INSTITUTE 日本文化芸術機構

共催：横浜赤レンガ倉庫1号館（横浜市芸術文化振興財団） 

協力：横浜高速鉄道株式会社
日本大通り駅えきなかライブ
日本大通り駅で行われた犯罪防止キャンペーンライブ

主催：JAPAN INSTITUTE 日本文化芸術機構 

協力：横浜高速鉄道株式会社
2claps総合計画　次世代国際育成&CRIME FREE犯罪防止抑止支援チャリティーまねきねこ商品展示販売社会公益文化事業
JICAT国際複合文化芸術・文化産業シンクタンクの広域研究の一環として行われた公益文化事業。「インディーズミュージック&現代デジタルメディアとソリューションさせたまねきねこ全体をアートと捉えるセールスプロモーション」

(1)関連事業：XMAS2014ハッピーキャッツ愛ウィーク　まねきねこチャリティーBigFair in みなとみらい

2014年12月16日から同月21日までみなとみらい線「みなとみらい駅」クイーンズスクエア側改札口よこにて開催されたイベント。招き猫800種類/総計3000個及び関連団体の出店。

①特別協力：横浜高速鉄道株式会社/来る福招き猫まつりin瀬戸実行委員会

②協力：更生保護法人神奈川県更生保護協会/神奈川県保護司会連合会/"社会を明るくする運動"神奈川県推進委員会/KSLNかながわソシアルレディースネットワーク/公益財団法人横浜市体育協会(現公益財団法人横浜市スポーツ協会)/全国共済/株式会社ヴォイスアートプロジェクトワイ/株式会社ゲンプランニング/日本郵便株式会社横浜南支部/赤帽サトウ文具運送

③後援：瀬戸市まるっとミュージアム・観光協会/TOKONAME笑福猫舎/石川県九谷陶磁商工業協会組合連合会

④主な関係者：事業ディレクター 三田桂子/チーフ研究員 光明千華子/上席研究員 古川雄一/出演アーティスト 純国産ボイス

(2)関連事業：次世代国際育成&CRIME FREE犯罪防止抑止支援チャリティーJAPAN MANEKINEKO EXHIBITION

横浜高速鉄道株式会社施設「サブウェイギャラリーM」で行われた、瀬戸・常滑・九谷製大型まねきねこ商品、にっぽん招き猫100人展招待作家まねきねこ作品、JAPAN INSTITUTE公募・招待作家まねきねこ作品、総計35体の展示販売イベント

①特別協力：横浜高速鉄道株式会社/来る福招き猫まつりin瀬戸実行委員会/まねきねこミュージアム/にっぽん招き猫100人展実行委員会

②出店協力：有限会社スズカ/有限会社ヤマタネ/有限会社マルヨネ/米田友山堂/丸靖製陶所
③協力：更生保護法人神奈川県更生保護協会/神奈川県保護司会連合会/"社会を明るくする運動"神奈川県推進委員会/KSLNかながわソシアルレディースネットワーク/公益財団法人横浜市体育協会(現公益財団法人横浜市スポーツ協会)/全国共済/株式会社ヴォイスアートプエオジェクトワイ/株式会社ゲンプランニング/日本郵便株式会社横浜南支部/赤帽サトウ文具運送

④後援：瀬戸市まるっとミュージアム・観光協会/TOKONAME笑福猫舎/石川県九谷陶磁商工業協会組合連合会

⑤主な関係者：事業ディレクター 三田桂子/チーフ研究員 光明千華子/上席研究員 古川雄一/出演アーティスト 純国産ボイス

2クラップスでクリスマスハッピーライブ
日本大通り駅で行われた犯罪防止キャンペーンクリスマスライブ

主催：JAPAN INSTITUTE 日本文化芸術機構 

協力：横浜高速鉄道株式会社
U35 MEDIA ART FESTIVAL
ランドマークプラザにて開催 

U35 JAPAN PROJECT -U35 JAPAN AWARD
赤レンガ倉庫1号館2F全スペースにて開催